# Cadillac Wagons

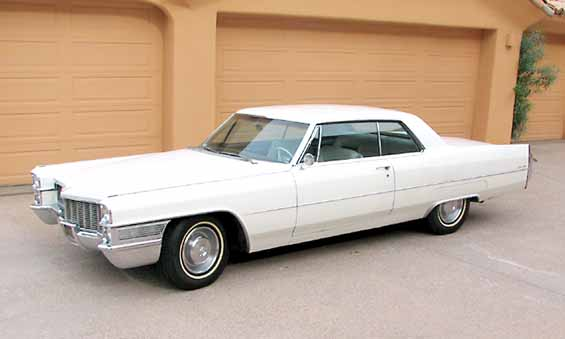
Dieser Cadillac DeVille war Basis des Wagon de Ville

Die Cadillac Wagons Ltd. war ein US-amerikanischer Karosseriehersteller.

## Beschreibung
Das Unternehmen war in Linden (New Jersey) ansässig. Cadillac Wagons war eine unabhängige Firma, die nicht im Besitz von General Motors war.

## Fahrzeuge
Einziges überliefertes Serienmodell war der Wagon De Ville von 1965. Dies war ein großer, fünftüriger Kombi auf Basis des Cadillac DeVille. Der Wagen hatte einen Radstand von 3289 mm und war 5690 mm lang. Er bot 9 Sitzplätze. Angetrieben wurde er von einem obengesteuerten Cadillac-V8-Motor mit 7030 cm³ Hubraum und einer Leistung von 340 bhp (250 kW) bei 4600 min−1.
Das Fahrzeug kostete US$ 14.950,– und war wohl kein großer wirtschaftlicher Erfolg, da es noch im Jahr des Erscheinens wieder vom Markt verschwand.